# 雅努什·希隆扎克
雅努什·希隆扎克（波蘭語：Janusz Ślązak，1907年3月20日—1985年2月24日），波兰男子赛艇运动员。他曾代表波兰参加1928年、1932年和1936年夏季奥林匹克运动会赛艇比赛，获得一枚银牌和一枚铜牌。